# Frédéric Vaysse-Knitter
Pour les articles homonymes, voir Vaysse.
 (mai 2023).
Frédéric Vaysse-Knitter est un pianiste français d'origine polonaise né en 1975.
Il entre à l'âge de treize ans au Conservatoire national supérieur de musique et de danse de Paris où il suivit les enseignements des maîtres Ventsislav Yankoff et Michel Béroff et Denis Pascal et obtient un premier prix de piano, musique de chambre et suit le cycle de perfectionnement.
Il fait ensuite une rencontre déterminante en la personne de Krystian Zimerman, qui le conseille et le guide dans ses choix. Il intègre la Musikhochschule de Freiburg et obtient le diplôme de Soliste. Enfin, il se perfectionne auprès d’autorités musicales telles que György Sebők, Alexis Weissenberg, Alicia de Larrocha et Leon Fleisher à la Fondation Internationale du Lac de Côme.
Son enregistrement « Monsieur Satie, l’homme qui avait un petit piano dans la tête », texte Carl Norac, lu par François Morel et illustré par Élodie Nouhen, a été récompensé par un Grand Prix de l’Académie Charles-Cros 2006 et un Prix Jeunesse ADAMI.

## Discographie
- 1996 : Chopin-Liszt, Polskie Nagrania
- 2004 : Joseph Haydn sonates, Polskie Nagrania
- 2006 : Monsieur Satie, l’homme qui avait un petit piano dans la tête, avec François Morel (acteur), Elodie Nouhen (illustratrice) sur un texte de Carl Norac, Didier Jeunesse
- 2010 : Brahms-Dvorak trios, avec Virginie Robilliard (violon) et Peter Szabo (violoncelle), Hungaroton classic
- 2011 : Frédéric Vaysse-Knitter plays Szymanowski, Intégral Classic
- 2014 : Szymanowski- Stravinsky, avec Solenne Païdassi (violon), Aparté
- 2016 : Un flot antique de lumière, avec Gionata Sgambaro (flute), Klarthe